# 野鴨星團
野鴨星團（也稱為M11，或NGC 6705）是在盾牌座的一個疏散星團。它是戈特弗里德·基希在1681年發現的。夏爾·梅西耶在1764年將它收錄在非星天體的目錄中。它的名稱源自星團中較明亮恆星的排列形成一個三角形，類似於一群野鴨飛行的隊形，或者換個角度看，像是一隻游泳的鴨子。這個星團位於盾牌座恆星雲中點的東邊。

## 性質
野鴨星團是已知的疏散星團中恆星數量最多、最緊湊的星團之一。它是已知規模最大的疏散星團之一，並已經被廣泛的研究過。它的年齡大約是3億1,600萬年，核心半徑是1.23 pc，而潮汐半徑是29 pc。依據使用的方法，估計星團的質量介於3,700 M☉至 11,000 M☉之間，最亮恆星的視星等是8等，至16.5等的恆星總數約870顆。它的集成絕對星等是-6.5等，可見光的消光為1.3星等。
這個星團是富金屬量，鐵豐度的[Fe/H] = 0.17±0.04。儘管它很年輕，但顯示出氦核作用元素的增強，這可能是因為它誕生於分子雲中鄰近II型超新星爆炸區的附近。至少有9顆極有可能是變星，其中有兩顆可能是聯星；還有29顆有可能是變星。這個星團距離銀河中心6.8 kpc，靠近銀河平面，並未遠離其出生地。

## 圖集

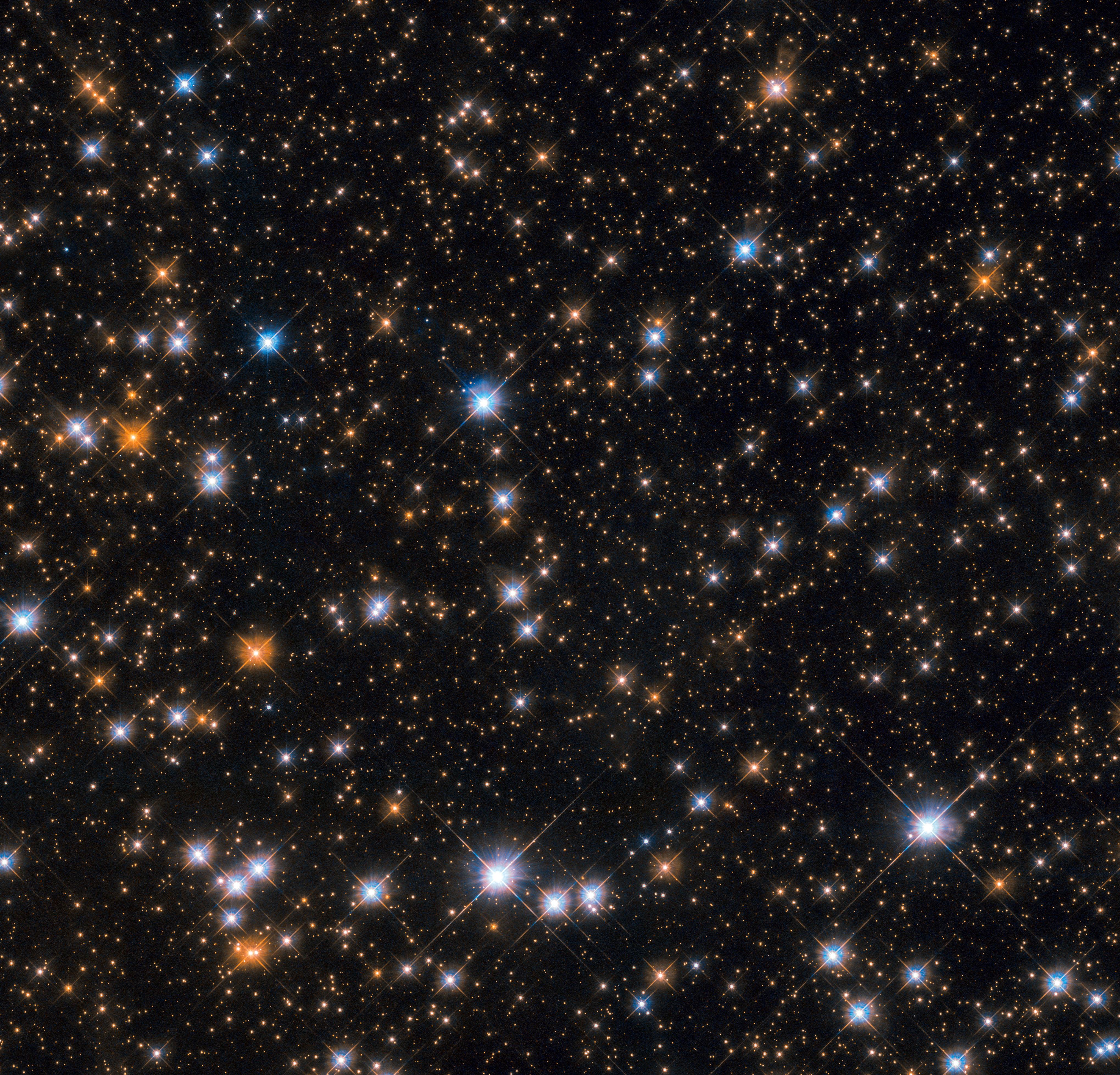
哈伯太空望遠鏡拍攝的M11局部影像[10]。
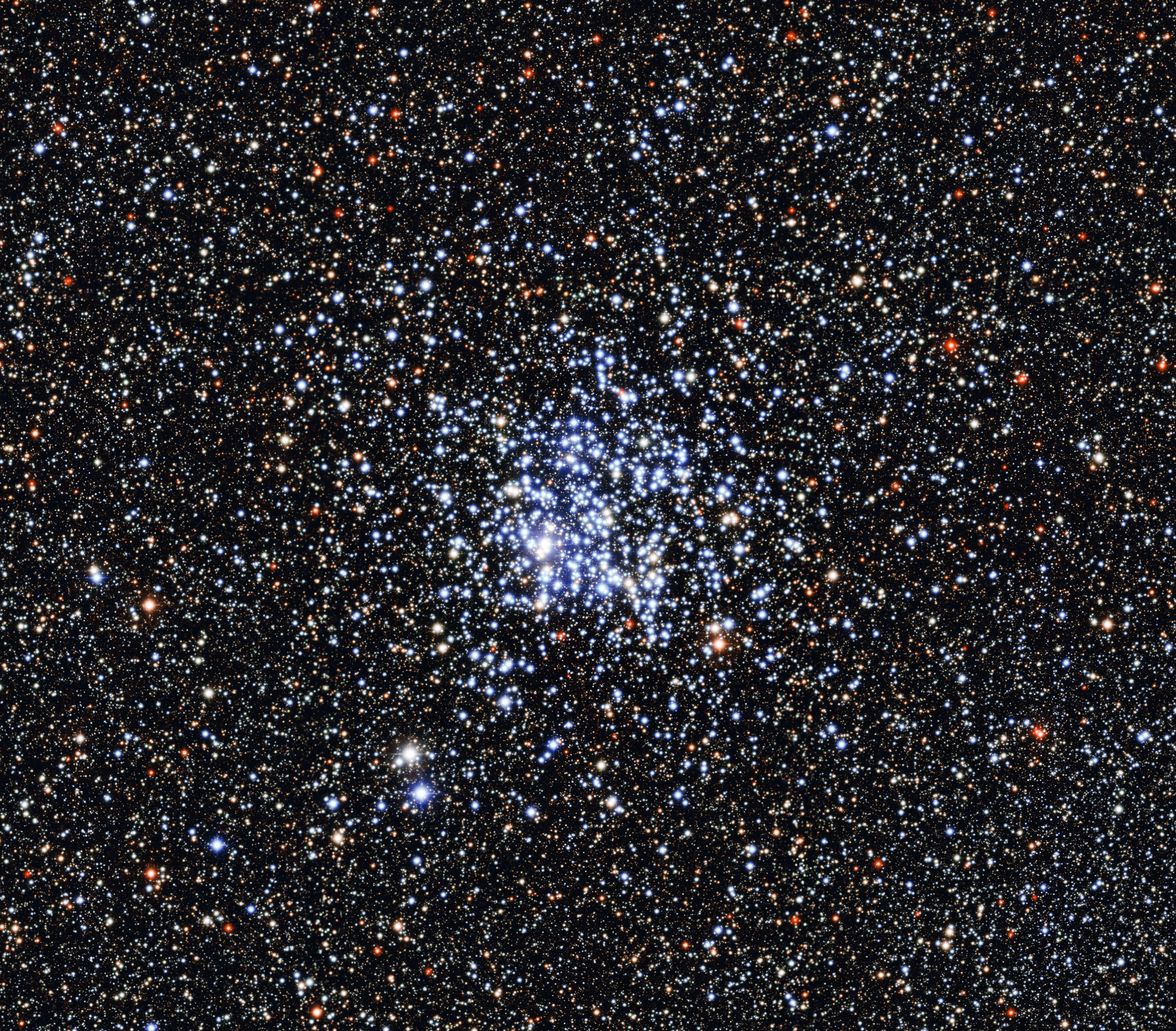
影像中央的藍色恆星是星團中年輕、炙熱的恆星[11]。
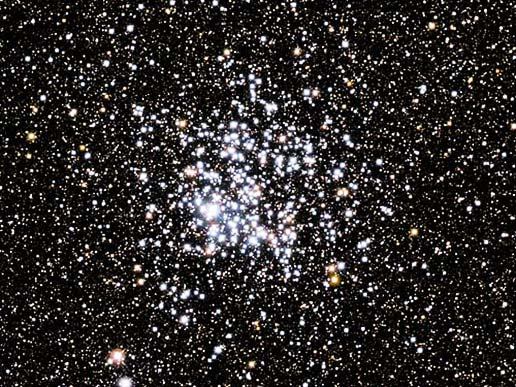
在盾牌座中用雙筒望遠鏡就可以看見的M11。

## 外部連結
- Messier 11, SEDS Messier pages （页面存档备份，存于）
- Messier 11, Wild Duck Cluster （页面存档备份，存于）
- Messier 11 - LRGB result based on 2 hrs total data （页面存档备份，存于）
- WikiSky上关于The Wild Duck Cluster的内容：DSS2, SDSS, GALEX, IRAS, 氢α, X射线, 天文照片, 天图, 文章和图片